# Vlčetínec
Vlčetínec, bis 2000 Vlčetinec (deutsch Wilschetinetz) ist eine Gemeinde in Tschechien. Sie befindet sich vier Kilometer südlich von Kamenice nad Lipou und gehört zum Okres Jindřichův Hradec.

## Geographie

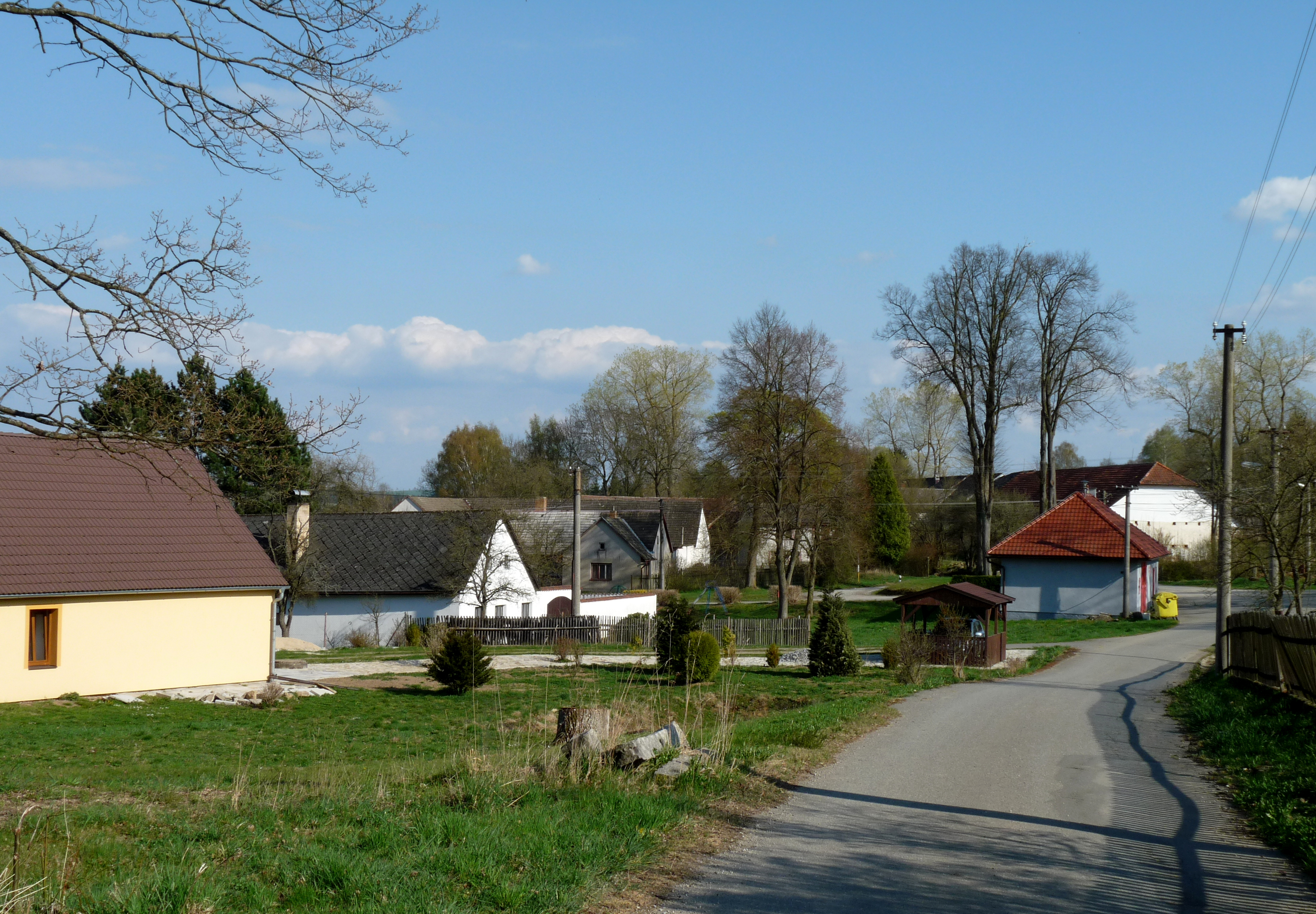
Vlčetínec, Zentrum

Vlčetínec befindet sich im Süden der Böhmisch-Mährischen Höhe rechtsseitig des Tales der Kamenice. Südlich des Dorfes erhebt sich der Kostelík (602 m) und im Westen der Radlína (599 m).
Nachbarorte sind Gabrielka im Norden, Vodná im Nordosten, Žďár im Südosten, Hadravova Rosička im Süden sowie Dívčí Kopy im Südwesten.

## Geschichte
Vlčetínec wurde im 13. Jahrhundert gegründet. Erstmals urkundlich erwähnt wurde das Dorf im Jahre 1359. Zu dieser Zeit trug der Ort noch den Namen Vlčetín. Das Dorf gehörte zur Herrschaft Kamenice, die sich im Besitz der Herren von Bechyně befand. Nach dem Erlöschen des Geschlechts folgten 1389 die Herren von Stráž und anschließend die Sternberger. Mitte des 16. Jahrhunderts erwarben die Malovec von Malovice die Herrschaft.
Nach der Schlacht am Weißen Berge wurden die Güter von Sigismund Mattheus Wenzelik von Vrchoviště, der die Herrschaft besaß, konfisziert und durch Kaiser Ferdinand II. 1623 an den spanischen Edelmann Heinrich Paradys von Eskavie verkauft. Aus dessen Erbmasse fiel Vlčetín mit dem Černovicer Anteil an dessen Sohn Martin Heinrich Paradys. Nach den Herren von Paradys, die als Untertanenschinder berüchtigt waren, folgte 1799 Jan Nádherný, der den Besitz 1806 Johann Josef Rilke verkaufte. 1821 erwarb Eugen Vratislav von Mitrovice die Herrschaft und vier Jahre später folgte Jan Kaňka. Letzter Inhaber wurde 1831 Johann Heinrich Freiherr von Geymüller. Nach der Ablösung der Patrimonialherrschaften wurde Vlčetínec 1848 zur selbstständigen Gemeinde.
Zum 1. November 2000 erfolgte eine Änderung des Ortsnamens Vlčetinec in Vlčetínec.

## Gemeindegliederung
Für die Gemeinde Vlčetínec sind keine Ortsteile ausgewiesen. Zu Vlčetínec gehört die Einschicht Na Skalkách.